# Jaciment arqueològic de Sobre Pedret
Sobre Pedret és un jaciment prehistòric que es troba a Girona (Gironès), inclòs a l'Inventari del Patrimoni Arqueològic i Paleontològic de Catalunya.
Es tracta d'un jaciment del Paleolític inferior (evenosià), concretament una estació a l'aire lliure, molt probablement un lloc d'habitació, en un aflorament de margues silicificades, que dona a l'home prehistòric matèria primera per fabricar tot tipus d'eines. Ocupa uns 500 m² i està situat sobre la muntanya calcària de Montjuïc, a l'alçada del barri de Pedret.

## Història
Jaciment descobert per F. Cufí a principis de la dècada de 1940. Oliva i Riuró el prospecten en diverses ocasions els anys 1950. E. Carbonell i R. Mora localitzen, el 1979, la zona on es concentra la major part del material.

## Troballes
La mostra lítica de què es disposa consta aproximadament de 2.000 peces. Es tracta d'un conjunt molt homogeni quant a pàtina, matèries primeres i tècnica utilitzada; se'l considera, doncs, força sincrònic. Es caracteritza pel predomini d'eines sobre fragment. Els grups tipològics més ben representats són osques, becs, denticulats, burins i gratadors. Les rascadores són molt poc nombroses. La tècnica de talla predominant és de tipus clactonià i s'observa pels talons que la majoria dels esclats provenen de nuclis amb un pla preparat. L'estudi morfotècnic apropa el conjunt a la cultura Evenoissiana i tipològicament és afí a diversos conjunts del sud de França (Frenillot i St. Anne d'Evenos) que cronològicament se situen entre el Riss II i Riss I (de 200.000 a 80.000 B.P.). Altres estudis la defineixen com un conjunt Musterià. A nivell espacial cal remarcar que, a diferència dels altres jaciments en superfície de la zona, aquest es troba molt concentrat; en allunyar-se, els materials desapareixen en superfície ràpidament. Es tracta, doncs, d'una ocupació molt ben definida i que per altres indicis (presència de material cremat, d'útils domèstics i restes de talla i percussors) sembla de tipus habitacional.